# Ганс фон Берлепш
Граф Ганс Герман Карл Людвіг фон Берлепш (нім. Hans Hermann Carl Ludwig von Berlepsch; 29 липня 1850 — 27 лютого 1915) — німецький орнітолог.
Берлепш вивчав зоологію в університеті Галле. Він використав свої успадковані статки, щоб спонсорувати збирачів птахів у Південній Америці, зокрема Яна Калиновського та Германа фон Ігерінга. Його колекція з 55 000 птахів була продана Музею Зенкенберга у Франкфурті-на-Майні після його смерті.

## Вшанування
На честь Берлепша названо:
- вид дивоптаха Parotia berlepschi
- тинаму Crypturellus berlepschi
- колібрі Aglaiocercus berlepschi і Chaetocercus berlepschi
- сорокуші Sipia berlepschi і Rhegmatorhina berlepschi
- вид саякових Dacnis berlepschi
- мурашниця Hylopezus berlepschi
- горнери Thripophaga berlepschi і Asthenes berlepschi
- рід пальмолаза Berlepschia